# Tề Tuyên vương
Tề Tuyên vương (chữ Hán: 齊宣王, trị vì 342 TCN-323 TCN hay 319 TCN-301 TCN), tên thật là Điền Cương (田疆), là vị vua thứ năm của nước Điền Tề - chư hầu nhà Chu trong lịch sử Trung Quốc.
Ông là con của Tề Uy vương, vua thứ tư của Điền Tề. Năm 342 TCN (hay 320 TCN), Tề Uy vương qua đời, Tích Cương lên nối ngôi, tức Tề Tuyên vương.

## Hợp tung chống Tần
Năm 323 TCN, Tề Tuyên vương liên hoành với Tần và Sở. Cùng lúc, Công Tôn Diễn kiến nghị vua các nước Hàn, Tống, Yên và Trung Sơn cùng xưng vương, tiến hành hợp tung chống Tần, Tề và Sở.
Tề Tuyên vương lo ngại việc 5 nước hợp tung nên tìm cách phá hoại, định ly gián Trung Sơn với Triệu và Ngụy, rồi sau đó lại tìm cách ly gián Trung Sơn với Yên và Triệu, nhưng đều không thành công.
Năm 322 TCN, Trương Nghi sang nước Ngụy thuyết phục Ngụy Huệ vương liên hoành với nước Tần để tấn công Tề và Sở. Ngụy Huệ vương trọng dụng Trương Nghi, phong làm tướng quốc và xa lánh Công Tôn Diễn.
Tề Tuyên vương thấy Ngụy và Tần liên hoành bất lợi cho Tề, nên cùng Sở Hoài vương ủng hộ Công Tôn Diễn làm tướng quốc nước Ngụy để phá liên minh đó. Ngụy Huệ vương lúc này cũng không chịu thần phục Tần nữa. Tần Huệ Văn vương phục bèn ra quân đánh Ngụy.
Tề Tuyên vương lo lắng, cùng các nước Sở, Yên và Triệu hợp tung, phong Công Tôn Diễn làm tướng quốc. Như vậy liên minh giữa Tần, Tề và Sở bị tan vỡ.
Năm 314 TCN, nhân nước Yên có loạn Tử Chi, Tề Tuyên vương nghe theo lời khuyên của Mạnh Kha, sai Khuông Chương đem quân đánh Yên, giết Yên vương và Tử Chi. Các chư hầu phản đối hành động của Tề, Tề Tuyên vương lại rút quân về. Người nước Yên lập Yên Chiêu vương lên ngôi.
Tần Huệ Văn vương thấy Tề và Sở có quan hệ tốt nên lo sợ, năm 312 TCN sai Trương Nghi đi sang Sở ly gián, dùng 600 dặm đất Thương Ư lừa gạt Sở Hoài vương tuyệt giao với Tề. Sở Hoài vương sai người đến Tề mắng nhiếc, Tề Tuyên vương từ đó không liên minh với Sở nữa.
Năm 323 TCN (hay 301 TCN), Tuyên vương chết, con ông là Điền Địa kế vị, tức Tề Mẫn vương.